# Корж Микола Іванович
Корж Микола Іванович (Псевдо: «Сокіл»; 17 вересня 1924, с. Зібранівка, Снятинський район, Івано-Франківська область — 7 квітня 1953, с. Грабівка, Калуський район, Івано-Франківська область) — лицар Бронзового хреста бойової заслуги УПА.

## Життєпис
В УНС з липня 1943 року. Вояк ВОП командира «Різуна» (1943), командир рою (осінь 1943 — 14.10.1944), а відтак чоти (14.10.1944-7.01.1945) сотні УПА «Змії», командир сотні УПА «Змії» куреня «Підкарпатський» ТВ-22 «Чорний ліс» (7.01.1945-1947).
Восени 1947, після демобілізації відділів УПА, перейшов у лави збройного підпілля ОУН та був призначений керівником пункту зв'язку в Чорному лісі (осінь 1947—1950), керівник Богородчанського (1950-06.1951), а відтак Лисецького (06.-08.1951) районних проводів ОУН.
25.08.1951 р. на пункті зв'язку у Чорному лісі захоплений у полон агентурно-бойовою групою відділу 2-Н УМДБ. 27.04.1952 р. утік та повернувся до підпілля. Загинув у сутичці з опергрупою УМДБ.
Хорунжий (31.08.1945), поручник (22.01.1946) УПА.

## Нагороди
Згідно з Виказом старшин УПА-Захід від 1.09.1946 р. хорунжий УПА Микола Корж — «Сокіл» нагороджений Бронзовим хрестом бойової заслуги УПА.

## Вшанування пам'яті
12.10.2017 р. від імені Координаційної ради з вшанування пам'яті нагороджених Лицарів ОУН і УПА у Львові Бронзовий хрест бойової заслуги УПА (№ 017) переданий Всеволоду Смеречинському, племіннику Миколи Коржа — «Сокола».